# Рио Кварто
Рио Кварто (шп. Rio Cuarto) је град у Аргентини у покрајини Кордоба. Према процени из 2005. у граду је живело 149.986 становника.

## Становништво
Према процени, у граду је 2005. живело 149.986 становника.
| 1980.   | 1991.   | 2001.   |
| ------- | ------- | ------- |
| 110.254 | 134.355 | 144.021 |